# دایره نی‌اونو
دایره نی‌اونو (به لاتین: Niono Cercle) یک منطقهٔ مسکونی در مالی است که در استان سگو واقع شده‌است. دایره نی‌اونو ۲۳٬۰۶۳ کیلومتر مربع مساحت و ۳۶۵٬۴۴۳ نفر جمعیت دارد.